# Дом В. Г. Жуковского (Челябинск)
Дом В. Г. Жуковского — особняк челябинского врача, штаб-лекаря Василия Григорьевича Жуковского, расположенный по улице Труда города Челябинска. Самое старое из сохранившихся зданий города. Объект культурного наследия Российской Федерации. В настоящее время здание является административным подразделением  Челябинской государственной филармонии.

## История
Первое упоминание о доме челябинского штаб-лекаря встречается в «Книге описания домов Челябинска» от 1800 года:
«Дом деревянный, крыт тесом, о четырех жилых покоях. Состоит в Сибирской улице, на набережной, построен самим Жуковским на пустопорожней казенной земле...»
В 1822 году над первым этажом был надстроен мезонин, таким образом общая вместимость дома увеличилась до 7 комнат. Дом В. Г. Жуковского построен по типовому проекту дома с мезонином для первой половиной 19 века, но сохранившееся здание единственное, уцелевшее в Челябинске. По одной из версий, автор дома сын челябинского врача титулярный советник Николай Васильевич Жуковский, который построил дом как флигель в дополнение к уже существующему зданию в 1817 году. В 1840 году Василий Григорьевич скончался и семейный особняк (основной дом и флигель) переходит в собственность наследников Жуковского. В связи с тем, что новые собственники проживали вне Челябинска, около 1880 года было принято решение продать семейную усадьбу семье Покровских, которые достроили дом, удлинив его вдоль современной улицы Труда. Так же со двора была построена длинная пристройка, между флигелем и основным домом. В 1906 году усадьба продана иностранной фирме «Мюллер и Ко». После революции здание заняли большевики, в 1918 году в здании размещался революционный штаб охраны города. В советское время в доме Жуковского размещались различные муниципальные службы. В конце 90-х годов, в связи с ветхим состоянием здания, было принято решение о его полной реконструкции. В настоящее время (2022г.) здание является административным подразделением Челябинской государственной филармонии.